# Avia 51
O Avia 51 foi um avião comercial checoslovaco com seis assentos da década de 1930, projetado por Robert Nebesař e construído pela Avia. Apenas 3 aeronaves foram construídas, com o primeiro voo tendo ocorrido no ano de 1933.

## Projeto e desenvolvimento
O Avia 51 era uma aeronave de alta altitude, com um trem de pouso convencional fixo e uma fuselagem de duralumínio. Foi originalmente projetado para a Linha Aérea Checoslovaca (ČLS), que havia demonstrado interesse. Assim sendo, a Avia começou a produção de três protótipos (matrículas OK-ABV, OK-ABW e OK-ABZ). Era motorizado com três motores radiais de sete cilindros Avia Rk.12, sendo dois na asa e um no nariz da aeronave. Tinha uma cabine de pilotagem para dois pilotos e cabine para cinco ou seis passageiros, com uma altura de 1,54 m. Também possuía um lavatório e três compartimentos de bagagem. 

## Operação
A aeronave foi testada pela primeira vez pela ČLS na rota Viena - Praga - Berlim, mas era de baixa capacidade, não era econômica e várias vibrações atrapalhavam o voo. Desta forma, todas as aeronaves foram vendidas para a Espanha, onde estava ocorrendo a Guerra Civil Espanhola. Foram entregues provavelmente em 1938, onde foram designadas pela Força Aérea Republicana de TA (Transporte Avia) 001, 002 e 003. Serviram como aviões de transporte, primeiro para o transporte de malotes e depois para o transporte de soldados, materiais e feridos. O TA-003 foi destruído em um ataque feito pela Legião Condor. Após a derrota da república, as aeronaves remanescentes foram capturadas pelos nacionalistas, com uma ainda aeronavegável. Não se tem conhecimento de seu uso e desenvolvimento pela Força Aérea da Espanha, tendo sido registrado por último no ano de 1941.

### Operadores
- Checoslováquia

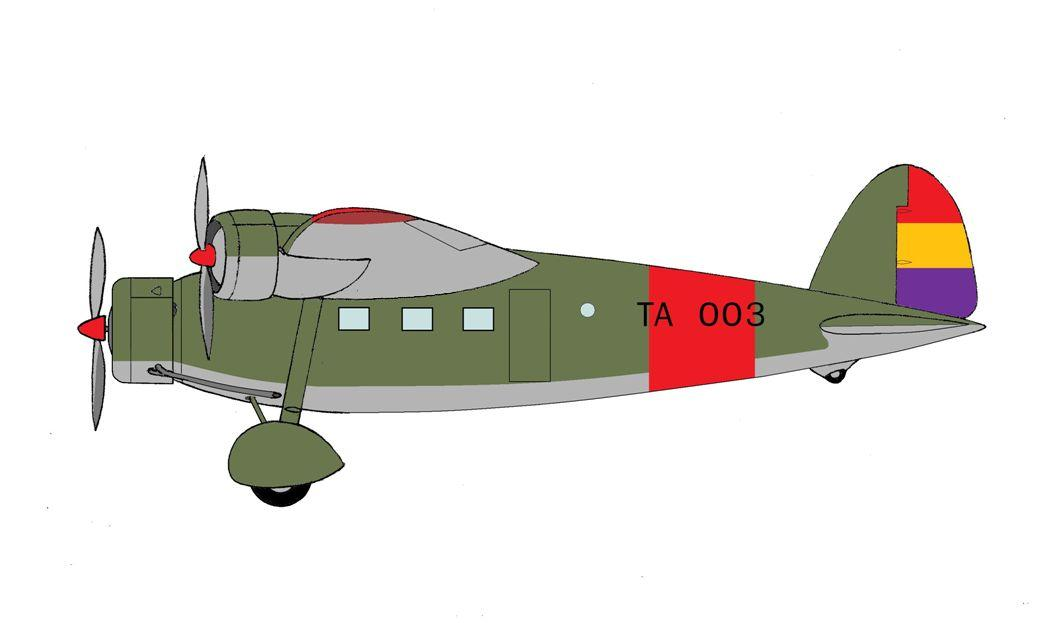
Avia Av.51 da Força Aérea Republicana Espanhola

  - Československá letecká společnost – ČLS (apenas testes)
- Segunda República Espanhola
  - Força Aérea Republicana
- Espanha Franquista
  - Força Aérea da Espanha